# Ursprüngliche Massenfunktion
Die Ursprüngliche Massenfunktion, auch Anfängliche Massenfunktion, englisch Initial Mass Function (IMF), beschreibt, wie in einer neu entstehenden Sternpopulation die Verteilung der Sternmassen aussieht.

Ursprüngliche Massenfunktion (verschiedene Versionen,
vgl. Literatur-Angaben)

Die ursprüngliche Massenfunktion wurde erstmals 1955 von Edwin Salpeter für die Umgebung der Sonne abgeleitet. Er schlug für Sterne zwischen etwa 0,4 und 10 Sonnenmassen folgenden Zusammenhang vor:
{\displaystyle dN\propto M^{-\alpha }dM}
mit
- Exponent {\displaystyle \alpha =2{,}35}
- dN: die Anzahl der Sterne mit einer Masse zwischen M und M+dM pro Volumeneinheit.

In dieser Salpeter-Funktion sind also massereiche Sterne deutlich seltener als massearme. Würde dieser Zusammenhang zu sehr kleinen Massen hin fortgesetzt, dann wäre die gesamte stellare Masse von sehr massearmen Sternen dominiert. Heutige Bestimmungen der ursprünglichen Massefunktion deuten jedoch auf ein Abflachen dieser Beziehung unterhalb von 0,5 Sonnenmassen hin.
Unterhalb von 0,1 Sonnenmassen scheint die Universalität der ursprünglichen Massenfunktion zusammenzubrechen: in diesem Bereich variiert die IMF zwischen verschiedenen Sternentstehungsgebieten. Diese Differenz ist nicht die Folge dynamischer Wechselwirkungen, die die leichteren Sterne aus diesen Regionen heraus beschleunigen.
Die Erklärung der ursprünglichen Massenfunktion ist eine wichtige Aufgabe für Modelle der Sternentstehung, besonders da die Funktion zwischen verschiedenen Sternentstehungsgebieten nur wenig zu variieren scheint.